# Comitato di Szatmár
Il comitato di Szatmár (in ungherese Szatmár vármegye, in romeno Comitatul Sătmar, in tedesco Komitat Sathmar) è stato un antico comitato del Regno d'Ungheria, situato a sud del Tibisco ed oggi diviso tra Ungheria e Romania, cui appartiene in massima parte. Capoluogo del comitato era la città di Nagykároly, oggi nota col nome romeno di Carei.
Il comitato di Szatmár confinava con gli altri comitati di Szabolcs, Bereg, Ugocsa, Máramaros, Szolnok-Doboka, Szilágy e Bihar.

## Storia
In seguito al Trattato del Trianon (1920) il comitato si trovò tagliato dal nuovo confine romeno-ungherese. La parte nordoccidentale del comitato rimasta sotto bandiera ungherese venne a formare, con altri comitati mutilati, il nuovo comitato di Szatmár-Ugocsa-Bereg con capoluogo Mátészalka.
Nel 1940, per effetto del Secondo Arbitrato di Vienna, l'Ungheria poté annettersi la parte romena del comitato di Szatmár, che fu prontamente restituita alla fine della seconda guerra mondiale.
Nel dopoguerra il comitato di Szatmár-Ugocsa-Bereg venne fuso con quello di Szabolcs a formare la nuova contea di Szabolcs-Szatmár, rinominata Szabolcs-Szatmár-Bereg a partire dal 1990.
Per quanto riguarda invece la porzione romena, in base all'attuale suddivisione amministrativa il comitato di Szatmár ricade in gran parte nel distretto di Satu Mare, mentre la frangia occidentale fa parte del distretto di Maramureș.